# 루슬란 자하로프
루슬란 알베르토비치 자하로프(러시아어: Русла́н Альбе́ртович Заха́ров, 1887년 3월 24일~)는 러시아의 쇼트트랙, 스피드스케이팅 선수이다. 2014년 동계 올림픽에서 러시아 국가대표팀의 일원으로 5000m 남자 계주 종목에서 금메달을 획득했다.
2010년 동계 올림픽에서 러시아 대표팀의 쇼트트랙 스피드 스케이팅 선수로 올림픽에 처음 출전하였으며, 2014년 동계 올림픽에서 빅토르 안, 블라디미르 그리고리예프, 세묜 옐리스트라토프와 러시아 국가대표팀의 일원으로 5000m 남자계주 종목에서 금메달을 획득하였다. 2016-17 시즌까지 쇼트트랙 선수생활을 하다가 이후 스피드스케이팅으로 전향하였다. 2018년 동계 올림픽 당시에는 러시아 국가대표팀 도핑 스캔들 파문으로 출전하지 못하였다.
2022년 동계 올림픽에는 러시아 올림픽 위원회 선수단(ROC) 소속으로 출전하여 스피드스케이팅 남자 단체 추월 종목에서 은메달을 획득하였다.